# Synagoge (Hungen)

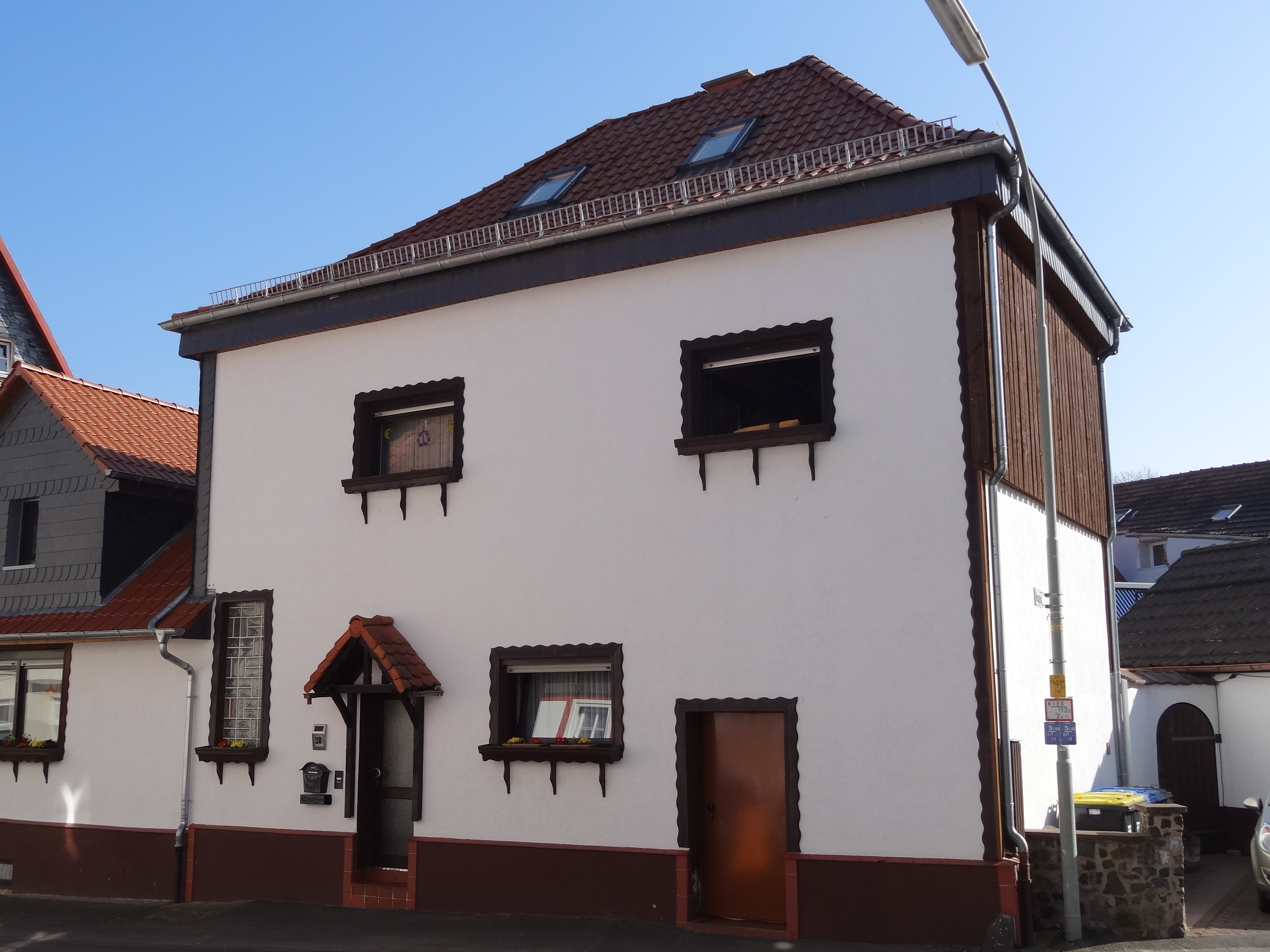
Synagogengebäude in Hungen

Die Synagoge in Hungen, einer Stadt im Landkreis Gießen in Mittelhessen, wurde 1832 errichtet. Die ehemalige Synagoge in der Bitzenstraße 38 ist ein geschütztes Kulturdenkmal.

## Geschichte
Der verputzte, zweigeschossige Fachwerkbau mit einem geschweiften Walmdach hatte auf der Spitze einen Davidstern. Die Fenster- und Türöffnungen waren rundbogig. Im Jahr 1892 beschädigten Jugendliche die Synagoge. 1899 wurde das Gebäude umfassend renoviert.
Im Nebengebäude befand sich die Schule mit Lehrerwohnung und eine Mikwe.
Beim Novemberpogrom 1938 wurde die Inneneinrichtung der Synagoge durch SA-Männer zerstört. Die Gemeinde Hungen erwarb wenig später das Synagogengebäude und das Schulhaus. 
Nach 1945 wurde das Gebäude an Privatpersonen verkauft und danach zu einem Wohnhaus umgebaut. 

## Gedenken
Im Jahr 1990 wurde eine Gedenktafel mit folgender Inschrift angebracht: „Ehemalige Synagoge eingeweiht 1832 unter dem Rabbinat Oberhessen - am 10. November 1938 unter nationalsozialistischer Herrschaft geschändet und im Innern zerstört.“